# Рожана
Рожана (пол. Różana) — польский дворянский герб.

## Описание
В золотом щите с золотой окраиной, между двумя пятилепестковыми красными розами: одной наверху слева, другой внизу справа — ликторский пук с топориком, в правую перевязь.
Щит увенчан дворянскими шлемом и короной. Нашлемник: три розы на стеблях с листами расположенные веером. Намёт на щите красный, подложенный золотом. Герб Рожанских внесён в Часть 2 Сборника дипломных гербов Польского Дворянства, невнесённых в Общий Гербовник.

## Герб используют
Ян Рожанский, г. Рожана, жалован 31.03.1848 дипломом на потомственное дворянское достоинство Царства Польского.